# Orrin Johnson
Orrin Johnson (Louisville, 1º dicembre 1865 – Neenah, 24 novembre 1943) è stato un attore teatrale statunitense che lavorò anche per il cinema, apparendo in sette film girati tutti negli anni dieci del Novecento.

## Filmografia
- Satan Sanderson, regia di J.W. Noble (1915)
- Fighting Bob, regia di John W. Noble (1915)
- The Penitentes, regia di Jack Conway (1915)
- The Price of Power (1916)
- I tre moschettieri (The Three Musketeers), regia di Charles Swickard (1916)
- The Light at Dusk, regia di Edgar Lewis (1916)
- Whither Thou Goest, regia di Raymond B. West (1917)
- Watch Your Watch, regia di Allen Curtis - cortometraggio

## Spettacoli teatrali
- Mice and Men di Madeleine Lucette Ryley (Brodaway, Garrick Theatre - 19 gennaio 1903)